# ماكوتو سوغيموتو
ماكوتو سوغيموتو (باليابانية: 杉本 真) (27 أكتوبر 1987 في ناغانو في اليابان – )؛ هو لاعب كرة قدم ياباني سابق كان يلعب كلاعب وسط.

## وصلات خارجية
- ماكوتو سوغيموتو على موقع رابطة كرة القدم اليابانية للمحترفين (اليابانية)
- ماكوتو سوغيموتو على موقع قاعدة بيانات كرة القدم.إي يو (الإنجليزية)
- ماكوتو سوغيموتو على موقع Soccerway.com (الإنجليزية)
- ماكوتو سوغيموتو على موقع عالم كرة القدم.نت (الإنجليزية)